# Stelletta dichoclada
Stelletta dichoclada är en svampdjursart som beskrevs av Gustavo Pulitzer-Finali 1983. Stelletta dichoclada ingår i släktet Stelletta och familjen Ancorinidae. Inga underarter finns listade i Catalogue of Life.